# Christopher Cardone

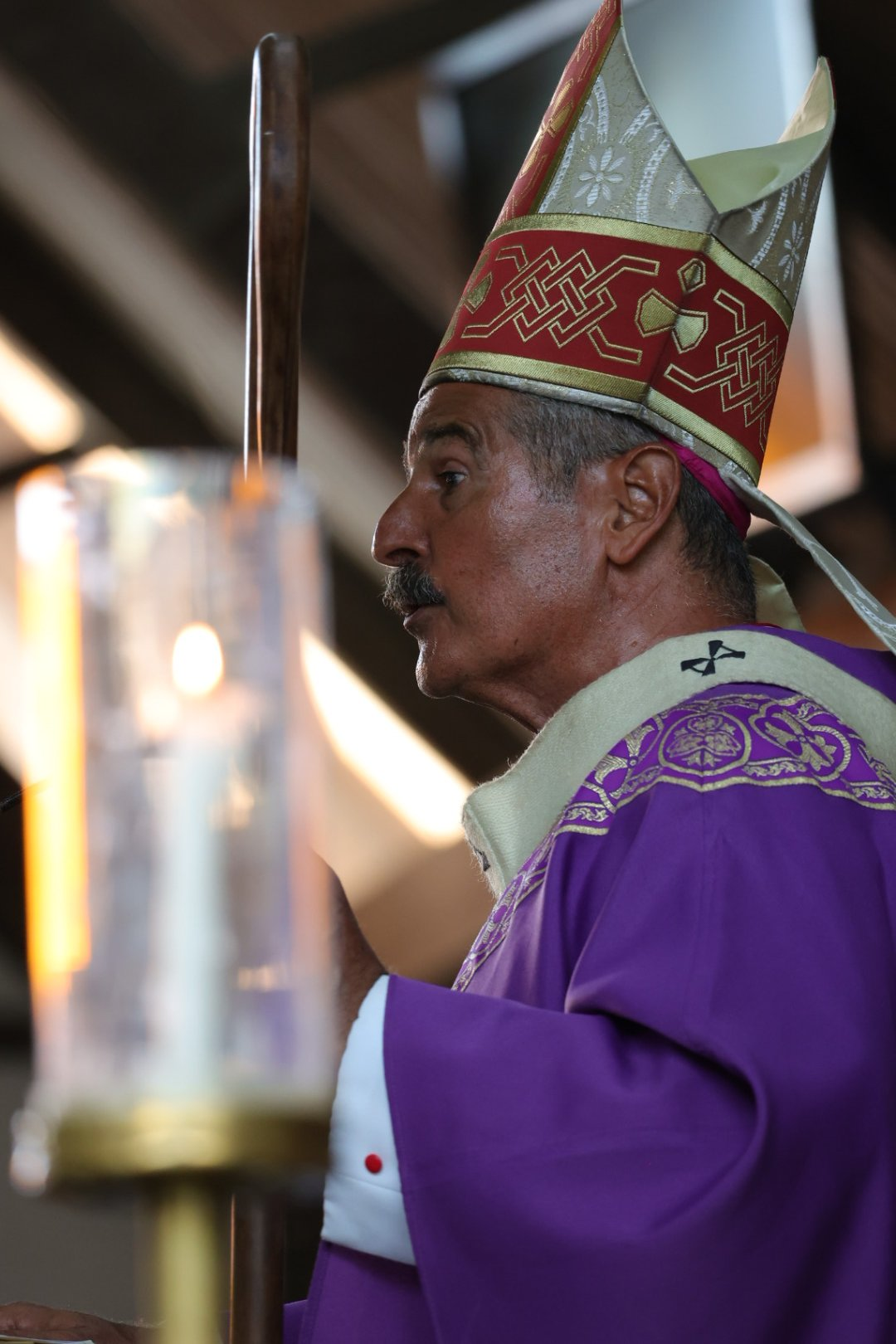
Christopher Cardone, 2022

Christopher Michael Cardone OP (* 20. Dezember 1957 in Brooklyn) ist ein US-amerikanischer Ordensgeistlicher und römisch-katholischer Erzbischof von Honiara.

## Leben
Christopher Cardone trat der Ordensgemeinschaft der Dominikaner bei und legte am 15. August 1981 die Profess ab. Am 30. Mai 1986 empfing er die Priesterweihe.
Papst Johannes Paul II. ernannte ihn am 27. März 2001 zum Weihbischof in Gizo und Titularbischof von Thuburnica. Der Bischof von Gizo, Bernard Cyril O’Grady OP, spendete ihm am 9. Juni desselben Jahres die Bischofsweihe; Mitkonsekratoren waren Brian James Barnes OFM, Erzbischof von Port Moresby, und Eusebius John Crawford OP, Altbischof von Gizo.
Am 19. Oktober 2004 wurde er zum Bischof von Auki ernannt.
Papst Franziskus ernannte ihn am 22. Juni 2016 zum Erzbischof von Honiara. Die Amtseinführung fand am 10. September desselben Jahres statt.